# 11278 Telesio
A 11278 Telesio (ideiglenes jelöléssel 1989 SD3) a Naprendszer kisbolygóövében található aszteroida. Eric Walter Elst fedezte fel 1989. szeptember 26-án.